# Bönans lotsstation

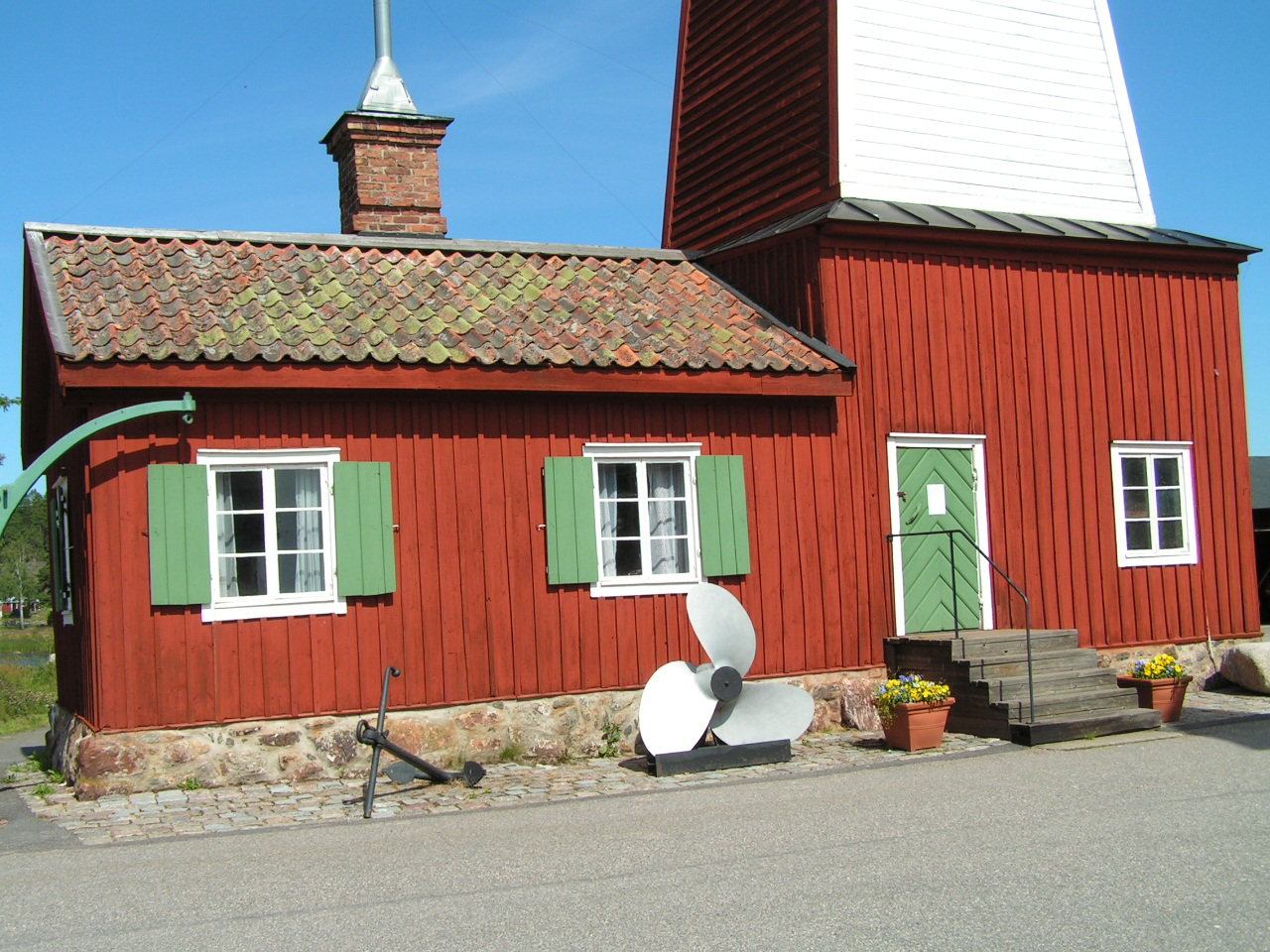
Bönans gamlafyr

Bönans lotsstation ligger omedelbart söder om Bönans fiskeläge nordöst om Gävle. Den är trafikcentral och lotsstation för Södra Bottenhavets sjötrafikområde.
År 1912 flyttades lotsstationen, som drivs av Sjöfartsverket, dit från Limön. En ny hamn byggdes 1921. Byggnaden, som i dag används för passning, uppfördes 1948 och tillbyggdes 1966.
De första lotsbåtarna roddes eller seglades, men 1910 fick man maskindrivna lotskuttrar. I det gamla fyrtornet hänger storseglet från den sista lotsbåt som seglades.